# У̊
Cette page contient des caractères spéciaux ou non latins. S’ils s’affichent mal (▯, ?, etc.), consultez la page d’aide Unicode.
Le ou rond en chef (capitale У̊, minuscule у̊) est une lettre de l’alphabet cyrillique qui a été utilisée dans l’écriture du lituanien au XIXe siècle. Elle est composée d’un У avec un rond en chef.

## Utilisations

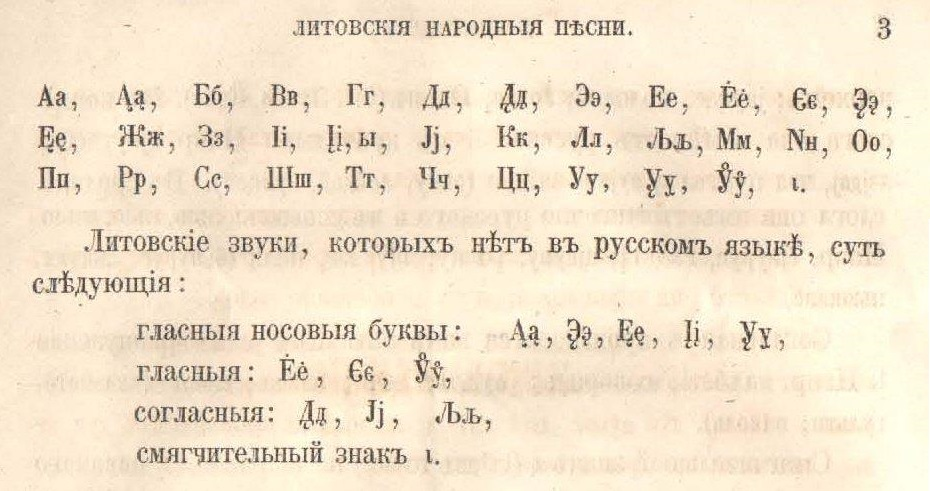
Alphabet cyrillique lituanien de Juška en 1867.

La lettre cyrillique ou rond en chef ‹ у̊ › a été utilisée dans l’écriture du lituanien, notamment dans l’orthographe de Juška, après la défaite de l’Insurrection de Janvier 1863 et l’interdiction de publier avec les lettres latines dans les documents officiels de 1864 à 1904.

## Représentation informatique
Le ou rond en chef peut être représenté avec les caractères Unicode suivants (cyrillique, diacritiques) :
| formes    | représentations | chaînes de caractères | points de code | descriptions                                            |
| --------- | --------------- | --------------------- | -------------- | ------------------------------------------------------- |
| capitale  | У̊               | У◌̊                    | U+0423 U+030A  | lettre majuscule cyrillique ou diacritique rond en chef |
| minuscule | у̊               | у◌̊                    | U+0443 U+030A  | lettre minuscule cyrillique ou diacritique rond en chef |